# Dispens
Dispens är ett uttryck för en befrielse i ett enskilt fall från att följa villkor som framgår av lag eller förordning. Det ingår i allmänhet i vissa myndigheter befogenheter att ge dispens från vissa typer av förvaltningsbestämmelser, exempelvis vissa regler för byggande.
I Sverige har möjligheten att söka dispens – tidigare kallat "att skriva till kungs" – medeltida rötter i landskapslagarnas bestämmelser om kungens skyldighet att rätta felaktiga beslut. Förutom prövning av domar har dispenser kunnat sökas för äktenskap mellan nära släktingar, för skilsmässa, mildrande av straff (nåd), återfående av medborgerligt förtroende och mycket annat.
Från 1720 delegerades kungens personliga domsrätt till Justitierevisionen, vilken 1789 ersattes av den nybildade Högsta domstolen, som bland annat fick ansvar för att behandla överklaganden och resningsärenden, Andra typer av dispenser kom att hanteras av den så kallade Nedre justitierevisionen eller i justitiekonselj, en sammansättning av statsråd och högre domare. När den senare avskaffades år 1909 togs äktenskapsärenden över av Justitiedepartementet, som från 1965 även fick ansvar för nådeansökningar.
Dispens är också ett begrepp i romersk-katolsk kanonisk rätt, och innebär att ett undantag beviljas från en kyrklig bestämmelse.